# Renato Rodríguez
René Augusto Rodríguez Morales (Porlamar, Nueva Esparta, 3 de julio de 1927 - El Consejo, Aragua, 22 de junio de 2011) fue un escritor venezolano. Es conocido por su obra narrativa, cinco novelas y un libro de relatos, pero también escribió poesía. Su primera novela, Al sur del Equanil es su trabajo más célebre. Figura controversial dentro del ámbito literario venezolano, sus textos representaron una rareza en la narrativa de ese país, siendo a menudo comparado con Kerouac y Henry Miller. Fue objeto de severas críticas por parte de sus contemporáneos, las cuales él mismo plasmó en la contraportada de su segunda novela El Bonche. Su vida trascurrió entre los más diversos viajes y países, que incluyen Latinoamérica, Europa y Estados Unidos, ejerciendo los más diversos oficios. Este carácter nómada y disperso hacen de su biografía una ardua y confusa tarea, apenas remediada por sus propias obras (en su gran mayoría autobiográficas) y las entrevistas que concedió en vida Recibió el Premio Nacional de Literatura de Venezuela en el año 2006.

## Biografía
Nació en la Isla de Margarita, Estado Nueva Esparta. De su familia se conocen anécdotas particulares:

La familia de Rodríguez fue una de las más prestigiosas de Margarita. Su abuelo, el general José Asunción Rodríguez, fue un caudillo insular que, con el rango de teniente de milicias, levantó el oriente en la época de montoneras, a fines del siglo XIX. Llegaría a ser General de Brigada durante el gobierno de Andueza Palacios y luego obedeció a Cipriano Castro. Durante la larga dictadura del Gómez, se retiró, pero su nombre llegó a oídos del Benemérito, enredado con el de los cabecillas de una conspiración en la que se había negado a participar. Los últimos años padeció sin quejarse las privaciones del exilio en Trinidad. Cuando regresaba a morir a Venezuela, en 1923, su hijo, padre del autor, envió desde el barco un cable al ministerio de Guerra y Marina anunciando que el viejo general volvía muy enfermo a su tierra. Por orden del tirano, Tobías Uribe, ministro de Guerra y Marina, hizo que Asunción Rodríguez fuera atendido por los mejores médicos y que le fueran rendidos honores militares en el entierro.» Boris Muñoz.

A los cuarenta días de nacido su padre los llevó a vivir a Cumaná. Dos años después, la familia se instaló en La Guaira, Estado Vargas Estudió bachillerato en el Liceo San José de los Teques. Allí pensó dedicarse al sacerdocio, pero su superior, el padre Isaías Ojeda, lo hizo desistir y lo motivó a escribir, momento que recuerda como crucial en su decisión de convertirse en escritor. Tras finalizar el bachillerato, viajó a Colombia donde se inscribe en una academia militar para obtener el bachillerato superior. Tras conocer a un joven cantante, decidió convertirse en su representante y comenzó a viajar con él al sur. Una vez en Quito, Ecuador, se separó del cantante. Se trasladó a Lima, y de ahí a Santiago de Chile. En 1950 regresó a Venezuela, donde entre Caracas y Cumaná trabajó como productor de leche, agricultor  y oficinista. Durante estas estadías en Venezuela trabajó en el manuscrito de su primera novela, Al Sur del Equanil. Luego de publicarla, recibió comentarios negativos tanto de la crítica como de sus amigos escritores. Decidió irse a Nueva York, donde trabajó en un restaurante italiano. Luego se mudó a Los Ángeles donde trabajó en un hotel recogiendo platos sucios. Se mudó a San Francisco para luego de una breve estadía, regresar a Nueva York, donde trabajó en la Westinghouse Broadcasting Company, en el show de Merv Griffin. Luego viajó a Europa, donde vivió en París. Allí sostuvo una amistad con el escritor peruano Julio Ramón Ribeyro. También conoció a Julio Cortázar, Mario Vargas Llosa y Alfredo Bryce Echenique. Visitó Bélgica, Suiza, Italia y vivió en Alemania trabajando en una fábrica de piezas para automóviles. Regresó a Venezuela, dónde desde 1997 vivió aislado en una montaña en la población de Tasajera, ubicada en el municipio José Rafael Revenga del estado Aragua. Anciano, padeció de glaucoma, sordera en un oído y una artritis que lo obligaba a caminar con dificultad. Muere a los 84 años de edad.

## Actividad literaria
Al sur del Equanil
Esta novela narra las vivencias de David en su proceso de convertirse en escritor. A través de las más diversas experiencias en Venezuela, Colombia, Ecuador, Chile y finalmente París, David -que cambia de nombre a Augusto y Cirilo a través de la narración- encuentra su vocación e identidad en una compleja trama que envuelve a los más diversos personajes y situaciones que van desde la sordidez hasta el humor. Una novela considerada autobiográfica, como la mayoría de las obras de Renato, al contener muchas de las experiencias que vivió durante sus constantes viajes. A propósito de la complejidad del texto, los cambios de identidad y los viajes, Carlos Noguera escribió en el prólogo de Al sur del Equanil:

La rotación de identidades que la diversidad de los textos antes citados ejemplifica y porta, esconde una certeza más profunda: la de que el protagonista puede tener cualquier nombre, porque en realidad no ostenta ninguno. No ostenta ninguno porque él mismo parece negárselo hasta que llegue el momento de merecerlo. La palabra que lo nombre se posterga por el proceso mismo que él, como escritor, cumple: el del aprendizaje de nombrar.

No son sólo las etiquetas y las identidades las que rotan y viajan, la metáfora del viaje, de la peregrinación, subtiende el sentido mismo de la novela toda al expresar la vida en construcción como un espacio que sucede a otro y como un tiempo que muta, transfigurando a su vez al cuerpo que lo atraviesa.

El título de la novela proviene de un error de Salvador Garmendia al escuchar una conversación de Renato con unos amigos en un bar. Renato comentó que su novela se llamaba Al Sur del Ecuador, pero Garmendia entendió «Equanil», famoso ansiolítico de la época
El bonche
El Bonche narra las aventuras de José, inmigrante venezolano en una comunidad de latinos en Nueva York. La narración (al igual que su predecesora, en primera persona) insiste en algunos temas de Al sur del Equanil, por ejemplo, las reflexiones del personaje en cuanto al propósito de la vida, la experiencia de la pobreza y la búsqueda de identidad; pero ya no como escritor, sino a través de sus disímiles oficios: carpintero, cocinero y empleado de una fábrica, entre otros. El relato alterna las experiencias de José en diversas fiestas (bonches) con sus viajes a París y Alemania, recuerdos de la infancia, y particulares relaciones sexuales en una sucesión de historias que se entrelazan. La novela, que continúa el carácter autobiográfico de muchas de las obras de Renato, incluye anécdotas como el encuentro con David Frost, quién sustituyó a Merv Griffin, y la reparación de su aire acondicionado.
Quanos
Cuatro relatos componen Quanos: En el Chaparral, No hay como el aire de la montaña, Tan solo un sueño y La presa. Apartándose de sus novelas, tanto el tema como el estilo de estos relatos no son ni autobiográficos ni una sucesión de historias entrelazadas. Acercándose más al relato tradicional y omnisciente, los cuentos de Quanos poseen matices costumbristas, también crímenes o elementos fantásticos con un tono irónico, que los hacen más próximos a la novela negra y a ciertos relatos de Horacio Quiroga y Kafka.
Como advierte en el prólogo el mismo autor, la palabra «quanos» es una contracción de «quasi» y «novelas», idea que tuvo luego de leer Introduction to science de Isaac Asimov y descubrir que Quasar era la contracción de «quasi» y «star». El relato En el Chaparral está dedicado a Julio Ramón Ribeyro, de quién admite haber tomado el tema del cuento Mar Afuera. (véase Los gallinazos sin plumas)

## Obra
- 1963: Al sur del Equanil (Novela). Caracas: Libros Raro.
- 1976: El Bonche (Novela). Caracas: Monte Ávila Editores.
- 1984: ¡Viva la pasta! o Las enseñanzas de Don Giuseppe (Novela). Caracas: Libros Raro.
- 1985: La noche escuece (Novela). Caracas: Libros Raro.
- 1996: Ínsulas (Novela). Caracas: Fundarte.
- 1997: Quanos (Relatos). Caracas: Monte Ávila Editores.
- 2008: El embrujo del olor a huevos fritos (Novela). Caracas: Monte Ávila Editores.